# Mozart: 2. szimfónia
A 2. (B-dúr) szimfónia, K 17 Wolfgang Amadeus Mozart szimfóniája, amely kétséges eredetű, mivel valószínűleg nem Wolfgang, hanem édesapja, Leopold írta.
A mű négytételes, gyors-lassú-tánc-gyors felépítésű:
1. Allegro
2. Andante
3. Menuetto
4. Presto

Hangszerelését tekintve megszólaltatásához a vonós hangszereken kívül dupla oboa és kürt szükséges.